# Ла-Порт-дю-Дер
Ла-Порт-дю-Дер (фр. La Porte du Der) — муніципалітет у Франції, у регіоні Гранд-Ест, департамент Верхня Марна. Ла-Порт-дю-Дер утворено 1 січня 2016 року шляхом злиття муніципалітетів Монтьєр-ан-Дер i Робер-Маньї. Адміністративним центром муніципалітету є Монтьєр-ан-Дер. Населення — 2169 осіб (01.01.2021).